# Hanne Harlem
Hanne Harlem (* 20. November 1964 in Oslo) ist eine norwegische Juristin und Politikerin der sozialdemokratischen Arbeiderpartiet (Ap). Von März 2000 bis Oktober 2001 war sie die Justizministerin ihres Landes.

## Leben
Hanne Harlem ist die Tochter des ehemaligen Ministers Gudmund Harlem und die jüngere Schwester der ehemaligen norwegischen Ministerpräsidentin Gro Harlem Brundtland. Von 1980 bis 1983 besuchte sie die Oslo katedralskole. Im Jahr 1990 beendete sie ihr Studium der Rechtswissenschaften an der Universität Oslo.
In der Zeit zwischen 1983 und 1987 saß Harlem im Stadtrat von Oslo. Im Jahr 1990 arbeitete sie als persönliche Sekretärin im damaligen Familien- und Verbraucherministerium. Von 1991 bis 1993 gehörte sie dem Osloer Byråd, also der Stadtregierung, an. Dort war sie für den Bereich Kinder und Bildung zuständig. In den Jahren 1993 bis 1999 arbeitete sie in verschiedenen Positionen, unter anderem bei Norsk Hydro, als Juristin.
Am 17. März 2000 wurde Harlem zur Justizministerin in der neu gebildeten Regierung Stoltenberg I ernannt. Sie übte das Amt bis zum auf die Parlamentswahl 2001 folgenden Abgang der Regierung am 19. Oktober 2001 aus. Von 2004 bis 2007 war Harlem Universitätsdirektorin der Universität Oslo. Im Jahr 2007 übernahm sie die Vorstandsleitung des Gesundheitsbezirks Helse Sør-Øst RHF. Ab 2011 arbeitete Harlem als Anwältin der Kommune Oslo. Zum 3. Februar 2020 trat sie ihre Stelle als sogenannter Sivilombudsmann an. Ihre Aufgabe in dieser Position ist es, Klagen von Bürgern gegenüber der öffentlichen Verwaltung zu untersuchen. Sie wurde damit die erste Frau, die diese Position einnahm.